# Ensemble intercontemporain

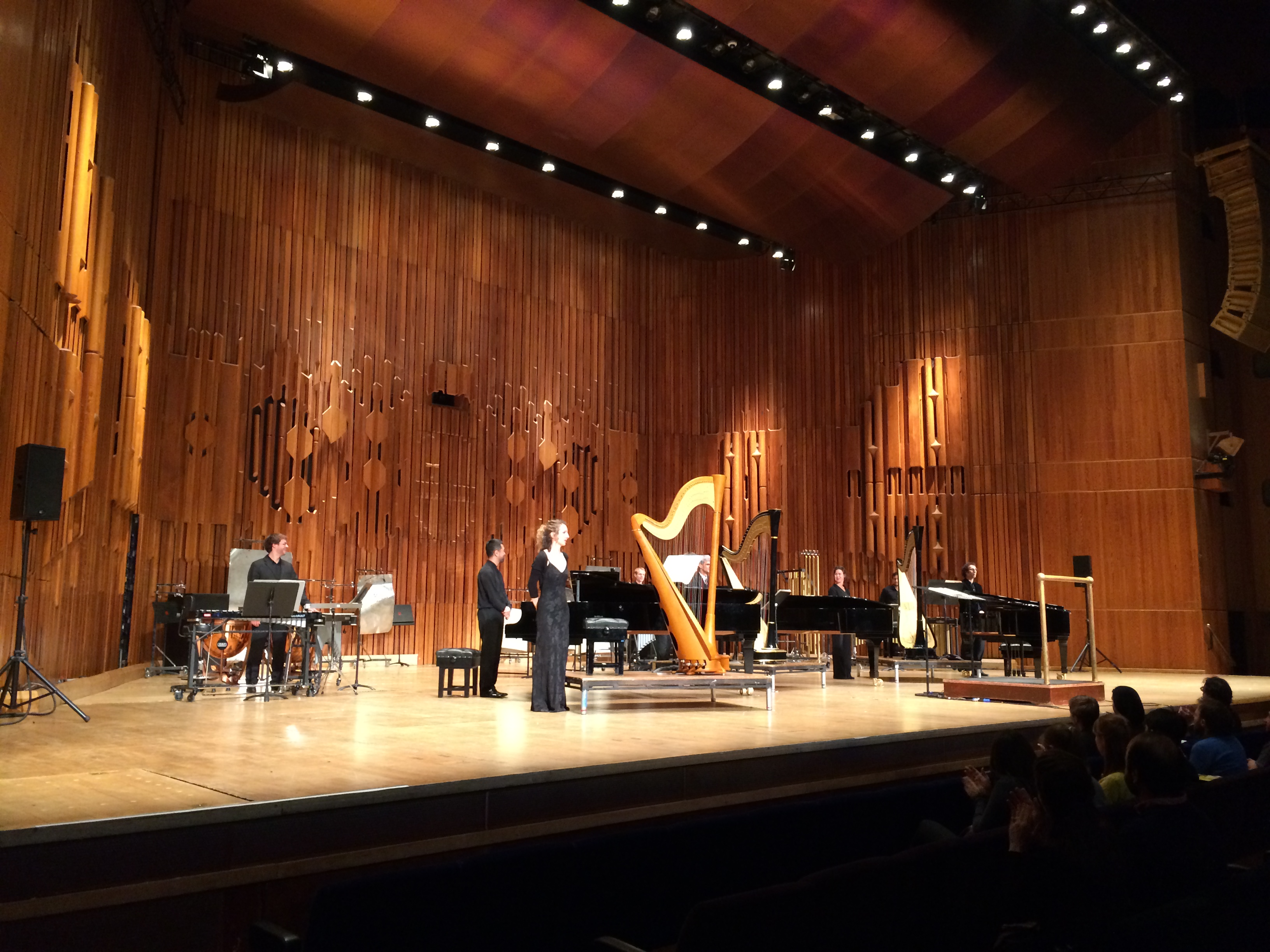
Konzert des Ensemble intercontemporain im Barbican Centre in London, 2015

Das Ensemble intercontemporain ist ein französisches, in Paris ansässiges, mit international reputierten Solisten besetztes Instrumentalensemble für zeitgenössische Musik. Seit dem Januar 2015 ist es in der Philharmonie de Paris beheimatet.

## Geschichte
Das Ensemble intercontemporain wurde 1976 von Pierre Boulez gegründet und ist seitdem eines der weltweit richtungsgebenden Ensembles für zeitgenössische Musik. Unter der Ägide von Pierre Boulez leiteten namhafte auf moderne Musik spezialisierte Dirigenten das Ensemble. In weltweit ca. 70 Konzerten pro Saison bietet das Ensemble künstlerisch herausragende Interpretationen exemplarischer Werke unserer Epoche. Besonders die Komponisten hochartifiziell virtuoser Musik nutzen das Ensemble immer wieder zur Zusammenarbeit und vor allem zu exemplarischen Uraufführungen. Die stilistische Vielfalt des Ensembles dokumentiert sich darüber hinaus in einem reichen Katalog von Tonaufnahmen. Das Ensemble hat zurzeit 31 Mitglieder.
2022 wurde dem Ensemble der Polar Music Prize zuerkannt.

## Bisherige Leiter (Dirigenten)
- Pierre Boulez (1976–1978)
- Péter Eötvös (1979–1991)
- David Robertson (1992–1999)
- Jonathan Nott (2000–2005)
- Susanna Mälkki (2006–2013)
- Matthias Pintscher (seit 2013)

## Bisherige solistische Mitglieder (Auswahl)
- Piano: Pierre-Laurent Aimard, Cristian Petrescu, Dimitri Vassilaris, Florent Boffard, Hidéki Nagano, Michael Wendeberg
- Violine: Hae-Sun Kang, Jeanne-Marie Conquer, Maryvonne Le Dizès
- Viola: Christophe Desjardins, Garth Knox
- Violoncello: Jean-Guihen Queyras, Eric-Maria Couturier
- Flöte: Sophie Cherrier, Emanuelle Ophèle, Pierre-André Valade
- Klarinette: Alain Billard, Alain Damiens
- Fagott: Pascal Gallois
- Oboe: Laszlo Hadady
- Trompete: Gabriele Cassone
- Englischhorn: Didier Pateau
- Posaune: Benny Sluchin
- Saxophon: Christian Wirth
- Schlagzeug: Daniel Ciampolini, Michel Cerutti, Vincent Bauer
- Harfe: Frédérique Cambreling, Marianne Le Mentec, Sandrine Chatron
- Gitarre: Marie-Thérèse Ghirardi, Eliot Fisk
- Akkordeon: Teodoro Anzellotti
- Tuba: Gérard Buquet

## Diskografie (Auswahl)
- Luciano Berio: Sequenze 1–13 bei DGG
- Pierre Boulez: Réponse bei DGG
- Pierre Boulez: Sur Incises, Messagesquisse, Anthèmes 2 bei DGG
- Pierre Boulez: Le Marteau sans maître, Dérive 1 & 2 bei DGG
- Unsuk Chin: Akrostichon – Wortspiel bei DGG